# レコードレーベル

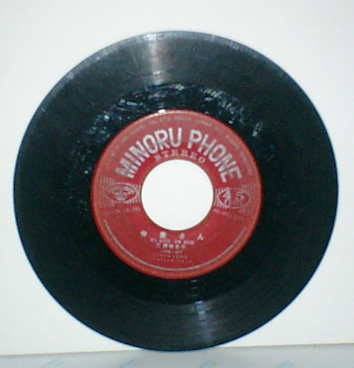
レコード盤の表面

レコードレーベル（英: record label）または単にレーベルは、本来はレコードの盤面中央部に貼付された、曲目、音楽家、レコード会社名が記載された「ラベル紙」である。「ラベル」は、英語表記で「label」であり、音楽業界では見た目からローマ字読みで日本語化された「ラベル」ではなく、アメリカなど業務上直接やりとりを行う上で使用されてきた発音から「レーベル」と言ってきた。
レコード業界では、それが転じて、ラベル紙に記された（印刷された） レコード会社やその傘下のブランド名自体を「レーベル」と呼ぶようになった。ブランド名としての「レーベル」は独立した会社組織になっている場合と、そうでない場合がある。

## 概要
レーベルはラベル（label）のことであり、レコード盤の中央に貼り付けられていたものを指す。レーベルはレコード会社ごとにデザインが異なったものが用いられ、ブランド化が図られるようになった。
音楽のジャンルの多様化とともに、レコード会社が様々な音楽性を持つアーティストを同時に抱えるようになると、レコード会社は音楽性ごとに組織化してレーベルを立てるようになった。
歴史のあるレーベルにはブランド的価値が発生するが、所属アーティストによって固定されたイメージがつきまとうこともある。そのイメージを払拭するためのブランド戦略の一環として、新規のヒモ付きレーベルが作られることもある。また、マネージメントやプロデューサーなどが独立したレーベルを設け、原盤権などを分離する例も多い。プロ・アーティストが、アマチュアのためにレーベルを制定することもある（プライベートレーベル）。レーベルは、所属するミュージシャンの音楽とそのジャンル、方向性、規模を、作品以外で端的にアピールするための手法であるとも言え、レーベル買いなどという消費行動も存在した。
90年代ごろにはコロムビア（ソニー・ミュージック）、ワーナー、ポリグラムなどの6大メジャーが存在したが、その後合併が繰り返されて、メジャーによる寡占化が進行した。
レコード・レーベルはメジャー・レーベルとインディー・レーベルが存在するが、2014年における世界のメジャー・レーベルの市場占有率は、約65〜70パーセントとされている。

## おもなレコードレーベル
- タイシタレーベル
- クレプスキュール
- YENレーベル
- FTZ records